# ヴィーゼンタウ
ヴィーゼンタウ (ドイツ語: Wiesenthau) は、ドイツ連邦共和国バイエルン州オーバーフランケン行政管区のフォルヒハイム郡に属する町村（以下、本項では便宜上「町」と記述する）で、ピンツベルクに本部を置くゴスベルク行政共同体を構成する。

## 地理

### 位置
この町はヴァルベルラの近くに位置する。この町にはヴィーゼンタウ城が遺されている。

### 集落
この町は、公式には2つの集落からなる。
- シュライフハウゼン
- ヴィーゼンタウ

## 歴史
この町は、1062年に文献上初めて言及されている。

## 行政
この町の議会は、首長を含む12議席で構成される。

### 紋章
図柄: 下部は赤地と銀地で左右二分割され、その上の境界線は鋸壁状にギザギザになっている。この中央に図案化されたユリの花が地色を逆転されて描かれている。上部は、銀地と赤地で二分割。向かって左は上下に4つ並んだ赤い菱形。向かって右は、銀の翼。

## 引用
1. ↑  https://www.statistikdaten.bayern.de/genesis/online?operation=result&code=12411-003r&leerzeilen=false&language=de Genesis-Online-Datenbank des Bayerischen Landesamtes für Statistik Tabelle 12411-003r Fortschreibung des Bevölkerungsstandes: Gemeinden, Stichtag (Einwohnerzahlen auf Grundlage des Zensus 2011)
2. ↑  Bayerische Landesbibliothek Online